# Salem (Distrikt)
Der Distrikt Salem (Tamil: சேலம் மாவட்டம்) ist ein Distrikt des indischen Bundesstaates Tamil Nadu. Verwaltungszentrum ist die namengebende Stadt Salem. Der Distrikt hatte bei der Volkszählung 2011 eine Fläche von 5.237 Quadratkilometern und rund 3,5 Millionen Einwohner.

## Geografie

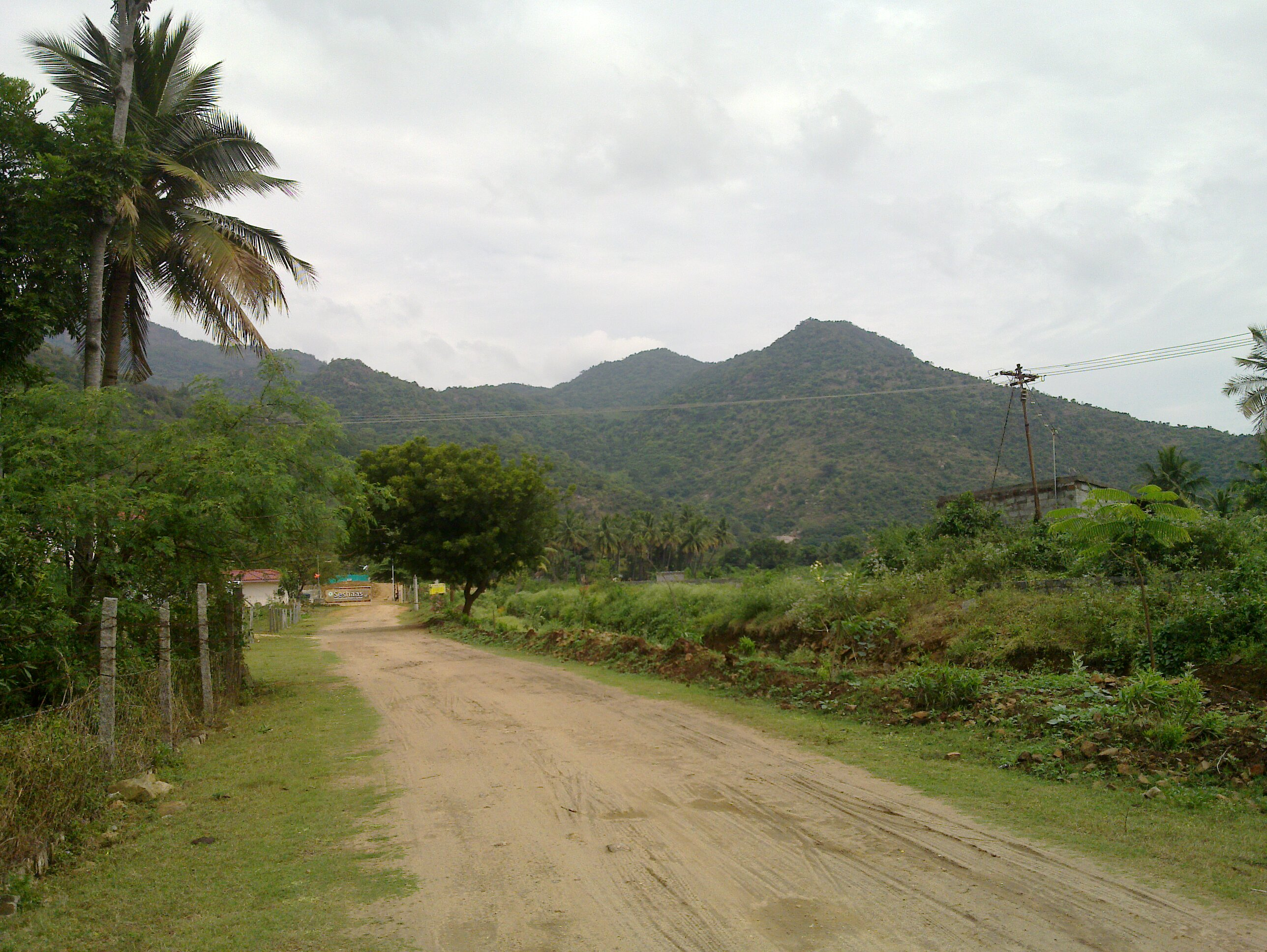
Blick auf die Shevaroy-Berge

Der Distrikt Salem liegt im nördlichen Binnenland Tamil Nadus. Nachbardistrikte sind Dharmapuri im Norden, Viluppuram im Osten, Perambalur und Tiruchirappalli im Südosten, Namakkal im Süden und Erode im Westen.
Die Fläche des Distrikts Salem beträgt 5.237 Quadratkilometer. Die Distrikthauptstadt Salem, die fünftgrößte Stadt Tamil Nadus, liegt im Zentrum des Distrikts. Das Gebiet westlich von Salem ist eher flach und wird vom Kaveri-Fluss, dem größten Strom Tamil Nadus, durchflossen. Bei Mettur ist die Kaveri durch eine Talsperre zum Stanley-Stausee aufgestaut. Der östliche Teil des Distrikts ist dagegen gebirgig mit Ausläufern der Ostghats: Direkt nordöstlich von Salem erheben sich die Shevaroy-Berge mit dem Bergort Yercaud, östlich davon an der Grenze zum Distrikt Viluppuram schließen sich die Kalrayan-Berge an. Weitere kleinere Ausläufer befinden sich südöstlich von Salem.
Im Distrikt Salem herrscht ein wechselfeuchtes Tropenklima vor. In Mettur beträgt die Jahresmitteltemperatur 27,9 °C, das Jahresmittel des Niederschlages liegt bei 815 mm. Die meisten Niederschläge fallen während des Nordostmonsuns im Oktober und November. Auch während des Südwestmonsuns im August und September kommt es zu Regenfällen.

## Geschichte
Das Gebiet des Distrikts Salem stand im Laufe seiner Geschichte unter dem Einfluss wechselnder Herrscherdynastien. Zuletzt wurde es vom Königreich Mysore kontrolliert, ehe der Herrscher Tipu Sultan das Gebiet 1792 an die Briten abtrat. Die Briten gliederten das Gebiet als Distrikt Salem in die Provinz Madras ein. Nach der indischen Unabhängigkeit 1947 kam der Distrikt zum Bundesstaat Madras, der 1956 nach den Sprachgrenzen des Tamil neu formiert und 1969 in Tamil Nadu umbenannt wurde. Der Distrikt umfasste anfangs ein weitaus größeres Gebiet als heute. Am 2. Oktober 1965 wurde aus dem Nordteil des Distrikts Salem der Distrikt Dharmapuri gebildet, zu dem auch das Gebiet des heutigen Distrikts Krishnagiri gehörte. Vom verbliebene Distrikt Salem wurde am 2. Februar 1997 der neue Distrikt Namakkal abgespalten.

## Bevölkerung

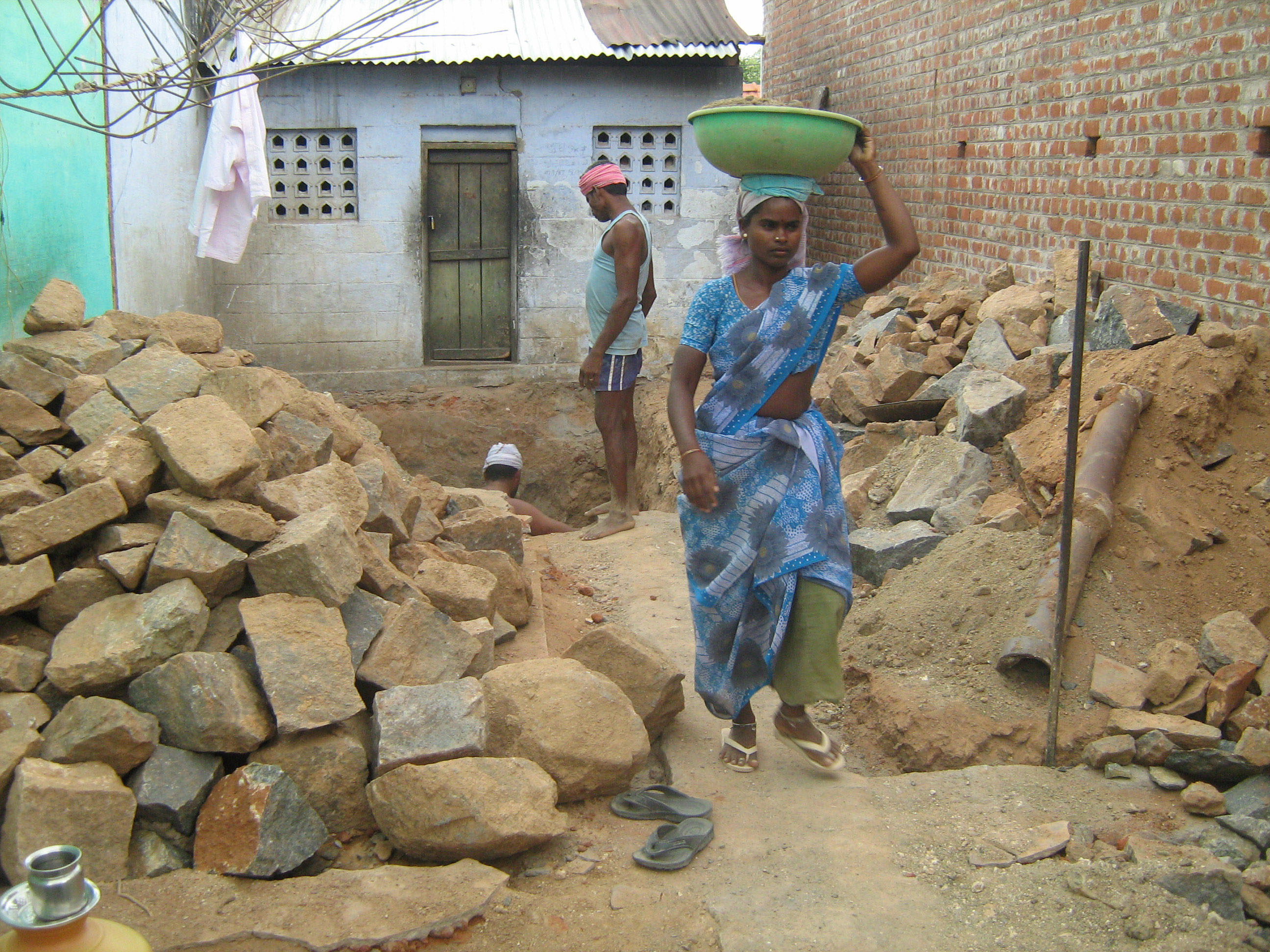
Bauarbeiter im Distrikt Salem

Bei der indischen Volkszählung 2011 hatte der Distrikt Salem 3.482.056 Einwohner. Damit gehörte er zu den einwohnerstärksten Distrikten Tamil Nadus. Die Bevölkerungsdichte lag mit 665 Einwohnern pro Quadratkilometer über dem Durchschnitt des Bundesstaates (555 Einwohner pro Quadratkilometer). 51 Prozent der Einwohner des Distrikts Salem lebten in Städten, womit der Urbanisierungsgrad etwa dem Mittelwert Tamil Nadus (48 Prozent) entsprach. Die Alphabetisierungsquote lag mit 73 Prozent deutlich unter dem Durchschnitt Tamil Nadus (80 Prozent).
Unter den Einwohnern des Distriktes stellten die Hindus nach der Volkszählung 2011 mit 95,5 Prozent die große Mehrheit. Daneben gab es kleinere Minderheiten von Muslimen (2,7 Prozent) und Christen (1,5 Prozent).
Die Hauptsprache im Distrikt Salem ist wie in ganz Tamil Nadu das Tamil. Bei der Volkszählung 2001 wurde es von 88,0 Prozent der Einwohner des Distrikts als Muttersprache gesprochen. Daneben gab es Minderheiten von Sprechern des Telugu (6,6 Prozent) und Kannada (2,5 Prozent). Unter einem Teil der muslimischen Bevölkerung war Urdu (1,6 Prozent) verbreitet. 1,3 Prozent entfielen auf übrige Sprachen.
Nach der Volkszählung 2011 waren 16,7 Prozent der Einwohner des Distrikts Angehörige registrierten niederer Kasten (Scheduled Castes) und 3,4 Prozent Angehörige der registrierten Stammesbevölkerung (Scheduled Tribes). Zu letzteren gehören die in den Shevaroy- und Kalrayan-Bergen siedelnden Malayali.

## Wirtschaft
Der Distrikt Salem ist recht stark industrialisiert: Die Stadt Salem ist ein Zentrum der Stahl- und Textilindustrie, in Mettur befindet sich eine große Chemiefabrik. Der wichtigste Erwerbszweig ist aber nach wie vor die Landwirtschaft, die bei der Volkszählung 2021 42 % der arbeitenden Distriktbevölkerung beschäftigte (15,17 % als Bauern, 26,81 % als Landarbeiter). Die Gegend von Salem ist für hochwertige Mangos bekannt. In den Shevaroy-Bergen wird zudem Kaffee angebaut. Am Stanley-Stausee spielt die Fischerei als Wirtschaftsfaktor eine gewisse Rolle.

## Sehenswürdigkeiten

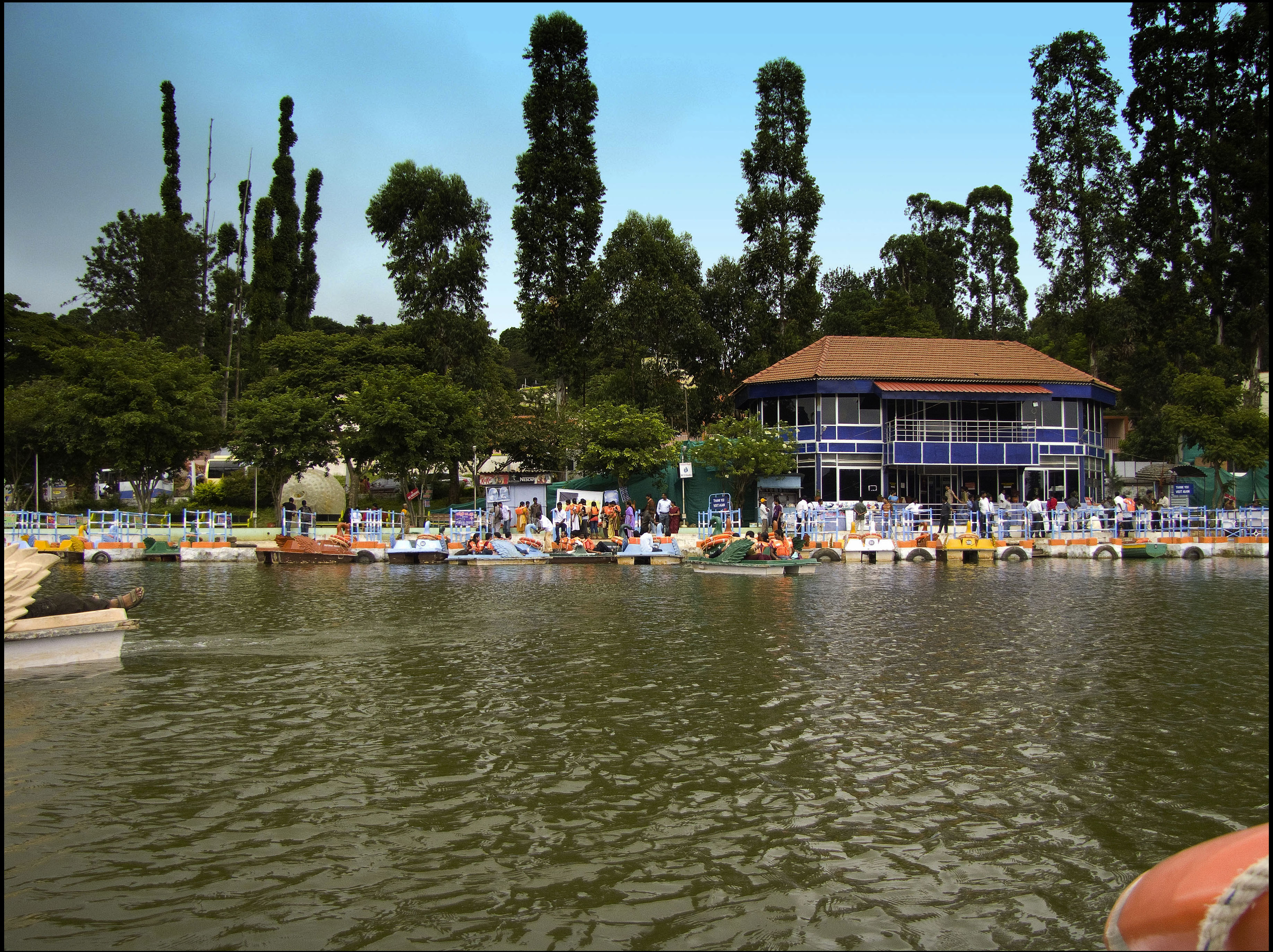
See mit Tretbooten in Yercaud

Der Distrikt Salem liegt abseits der Touristenrouten und hat auch kaum kulturgeschichtlich bedeutende Attraktionen aufzuweisen. Von touristischer Bedeutung ist aber der Bergort Yercaud, auf rund 1.500 Metern Höhe in den Shevaroy-Bergen gelegen. Wegen seines angenehmen Höhenklimas und der naturschönen Berglandschaft erfreut sich Yercaud vor allem in den Sommermonaten unter Inlandstouristen großer Beliebtheit. Nach Kodaikanal und Udagamandalam ist Yercaud der drittgrößte Bergort Tamil Nadus. 2011 wurde der Ort von 3,9 Millionen Touristen besucht.
Im Ort Sankari rund 40 Kilometer südwestlich der Distrikthauptstadt Salem befindet sich auf dem Gipfel des steilen Sankagiri-Berges eine im 15. Jahrhundert errichtete Festung.

## Verwaltungsgliederung

### Taluks
Der Distrikt Salem war 2022 in 14 Taluks gegliedert:
- Attur
- Gangavalli
- Idappadi
- Kadayampatti
- Mettur
- Omalur
- Pethanaickenpalayam
- Salem
- Salem West
- Salem South
- Sankari
- Thalaivasal
- Valappadi
- Yercaud

### Municipal Corporations und Municipalities
Im Distrikt Salem gibt es eine Municipal Corporation: Salem.
Ferner gibt es 4 Municipalities:
- Attur
- Edappadi
- Mettur
- Narasingapuram

## Städte
Im Distrikt Salem gab es 2011 615 Dörfer und die im folgenden aufgeführten 38 Städte (mit Einwohnerzahl 2011).
- Arasiramani (14.834)
- Attayampatti (13.852)
- Attur (61.793)
- Ayothiapattinam (11.517)
- Belur (8.736)
- Edaganasalai (33.245)
- Edappadi (54.823)
- Ethapur (1.968)
- Gangavalli (12.015)
- Ilampillai (11.797)
- Jalakandapuram (16.184)
- Kadayampatti (11.390)
- Kannankurichi (19.765)
- Karuppur (13.967)
- Keeripatti (10.208)
- Kolathur (12.748)
- Konganapuram (9.286)
- Mallur (10.331)
- Mecheri (25.676)
- Mettur (52.813)
- Nangavalli (10.809)
- Narasingapuram (23.084)
- Omalur (16.279)
- P. N. Patti (25.133)
- Panaimarathupatti (9.368)
- Pethanaickenpalayam (17.678)
- Poolampatti (9.477)
- Salem (829.267)
- Sentharapatti (14.308)
- Sankari (29.467)
- Thammampatti (21.503)
- Tharamangalam (30.222)
- Thedavur (8.230)
- Thevur (8.548)
- Vanavasi (7.130)
- Vazhapadi (17.559)
- Veeraganur (11.624)
- Veerakkalpudur (16.665)